# Sylwia Korzeniowska
Pour les articles homonymes, voir Korzeniowska.
Sylwia Korzeniowska (née le 25 avril 1980 à Tarnobrzeg) est une athlète polonaise naturalisée française le 1er juin 2010, spécialiste des épreuves de marche athlétique. Elle est la sœur cadette de Robert Korzeniowski qui l'entraine.

## Biographie
Lors d'un test en vue des Jeux olympiques d'été de 2012 de Londres qui se déroule le 31 mai, elle prend la troisième place en 1 h 35 min 24.

## Palmarès

### Jeux olympiques
- 2008, à Pékin,  Chine
  - 20e place aux 20 km marche
- 2004, à Athènes,  Grèce
  - 21e place sur 20 km marche

### Championnats du monde
- 2007, à Osaka,  Japon.
  - 23e place sur 20 km marche

### Championnats d'Europe
- 2006, à Göteborg,  Suède
  - 7e place sur 20 km marche

### Championnats de France
- Championnats de France en salle 2011
  -  1re place.